# Sanktuarium Matki Bożej Bolesnej w Skulsku
Sanktuarium Matki Bożej Bolesnej w Skulsku – rzymskokatolicki Kościół parafialny pod wezwaniem Narodzenia Najświętszej Maryi Panny i sanktuarium maryjne we wsi Skulsk, mieszczące się przy ulicy Kościelnej.
Jest to jednonawowy kościół murowany wybudowany w latach 1810–1815, powiększony w latach 1881–1890. Od frontu mieści się czworokątna wieża. Wnętrze utrzymane jest w stylu barokowym. Wewnątrz mieści się gotycka Pietà z około 1420 ze szkoły dolnośląskiej, koronowana w dniu 3 czerwca 1997 przez papieża Jana Pawła II podczas kolejnej pielgrzymki do Polski.